# Бистриця-об-Драві
Бистриця-об-Драві (словен. Bistrica ob Dravi) — поселення в общині Руше, Подравський регіон‎, Словенія.